# Mousío (quartier)
 (signalé en mai 2025).
Si vous disposez d'ouvrages ou d'articles de référence ou si vous connaissez des sites web de qualité traitant du thème abordé ici, merci de compléter l'article en donnant les références utiles à sa vérifiabilité et en les liant à la section « Notes et références ».
- Archive Wikiwix
- Bing
- Cairn
- DuckDuckGo
- E. Universalis
- Gallica
- Google
- G. Books
- G. News
- G. Scholar
- Persée
- Qwant
- (zh) Baidu
- (ru) Yandex
- (wd) trouver des œuvres sur Wikidata

Mousío, en grec moderne : Μουσείο, est un quartier d' Athènes  en Grèce. Il tire son nom du Musée national archéologique d'Athènes qui se trouve au centre du quartier. Il est délimité par la rue Patissíon, la rue Stournári, la rue Zaḯmi et l'avenue Alexándras. Il est desservi par le métro et de nombreuses lignes de bus et de trolley. 